# 21683 Segal
A 21683 Segal (ideiglenes jelöléssel 1999 RL33) a Naprendszer kisbolygóövében található aszteroida. Charles W. Juels fedezte fel 1999. szeptember 9-én.